# Неволин, Владимир Николаевич
Владимир Николаевич Неволин — российский учёный в области лазерной физики, доктор физико-математических наук, профессор, заслуженный деятель науки РФ.

## Биография
Родился 20 июня 1945 г. в Москве в семье военнослужащего.
Окончил Московский инженерно-физический институт, инженер-физик (1968).
С 1968 по 1997 г. там же: стажёр-исследователь, аспирант, младший и старший научный сотрудник, зав. лабораторией, проректор по научной работе.
С 1997 г. начальник Департамента государственной аттестации научных и научно-педагогических работников Министерства образования РФ, с декабря 2001 г. — заместитель министра образования РФ, с июня 2004 г. заместитель руководителя Федеральной службы по надзору в сфере образования и науки.
В 2006 году в связи с достижением предельного возраста для нахождения на государственной службе перешёл в ФИАН на должность заместителя директора института по научной работе. В настоящее время – помощник директора по финансово-экономическим вопросам и инновационной деятельности.
Главный учёный секретарь Высшей аттестационной комиссии (ВАК) РФ.
Научные интересы: лазерная физика, лазерная технология, ионная имплантация, физика взаимодействия высокоэнергетических пучков с твёрдым телом.
Доктор физико-математических наук (1987, диссертация «Импульсные ионные пучки из лазерной плазмы в масс-спектрометрии и имплантации твёрдых тел»), профессор (1990).

## Семья
Жена, двое детей.

## Награды, премии, почётные звания
- Лауреат премии Ленинского комсомола (1976) и
- премии Правительства Российской Федерации в области науки и техники (2004). Заслуженный деятель науки РФ (1994).
- Почётный работник высшего профессионального образования РФ (2000).
- Награждён орденом Почёта.

## Сочинения
Автор более 150 научных работ, в том числе монографий:
- Лазерная масс-спектрометрия / Ю. А. Быковский, В. Н. Неволин. — М.: Энергоатомиздат, 1985. — 129 с. : ил.; 21 см.
- Ионная и лазерная имплантация металлических материалов / Ю. А. Быковский, В. Н. Неволин, В. Ю. Фоминский. — М.: Энергоатомиздат, 1991. — 235,[2] с.: ил.; 20 см; ISBN 5-283-03921-8
- Физические основы лазерной технологии: [учеб. пос. для вузов]. Библиотека ядерного университета / Алексей Павлович Менушенков, Владимир Николаевич Неволин, Виктор Николаевич Петровский. Минобрнауки РФ, Нац. исслед. ядер. ун-т «МИФИ», 2010. ISBN 5726212525, ISBN 9785726212524. 210 с.